# HMS Paladin (G69)
HMS Paladin (G69) là một tàu khu trục lớp P được Hải quân Hoàng gia Anh Quốc chế tạo trong Chương trình Khẩn cấp của Chiến tranh Thế giới thứ hai. Được đưa vào hoạt động năm 1942, nó đã tham gia hoạt động tại Địa Trung Hải và Viễn Đông; được đưa về lực lượng dự bị sau khi chiến tranh kết thúc, rồi được cải biến thành một tàu frigate nhanh chống tàu ngầm hạng hai trước khi bị bán để tháo dỡ năm 1962.

## Thiết kế và chế tạo
Paladin được đặt hàng cho xưởng tàu của hãng John Brown and Co. Ltd. tại Clydebank vào ngày 2 tháng 10 năm 1939, như một phần của Chương trình Khẩn cấp Chiến tranh. Nó được đặt lườn vào ngày 22 tháng 7 năm 1940, được hạ thủy vào ngày 11 tháng 6 năm 1941 và hoàn tất vào ngày 12 tháng 12 cùng năm.

## Lịch sử hoạt động

### Viễn Đông 1942
Paladin được phân về Hạm đội Đông vốn đang dưới quyền Đô đốc Sir James Somerville. Nó rời Greenock vào ngày 17 tháng 2 năm 1942, đi đến Colombo ngang qua mũi Hảo Vọng vào ngày 24 tháng 3. Nó đang ở ngoài biển cùng hạm đội khi Hải quân Nhật Bản tiến hành tấn công với cuộc không kích xuống Ceylon, nay là Sri Lanka. Sau khi các tàu tuần dương hạng nặng HMS Cornwall và Dorsetshire bị đánh chìm vào ngày 5 tháng 4, Paladin đã tham gia vào nỗ lực cứu vớt khoảng 1.120 người thuộc cả hai thủy thủ đoàn, nhiều người đã ở dưới nước cho đến 30 giờ trong một vùng biển đầy cá mập. Trong tuần đầu tiên của tháng 5 năm 1942, nó tham gia Chiến dịch Ironclad, cuộc đổ bộ nhằm chiếm đóng cảng Diego Suarez, khởi đầu cho chiến dịch của Anh nhằm tái chiếm đảo Madagascar vốn đang dưới quyền kiểm soát của phe Vichy Pháp. Nó hình thành nên lực lượng hộ tống cho các tàu chiến hạng nặng.

### Địa Trung Hải 1942-1943
Vào tháng 6 năm 1942, Paladin nằm trong số những con tàu được Hạm đội Đông chuyển sang Địa Trung Hải để tham gia Chiến dịch Vigorous, một nỗ lực trong việc hộ tống một đoàn tàu vận tải chuyển hàng tiếp liệu từ Alexandria đến Malta đang bị phong tỏa. Cùng lúc đó, Chiến dịch Harpoon, một cố gắng tăng viện khác từ phía Tây xuất phát từ Gibraltar cũng được thực hiện. Trong khi đoàn tàu Harpoon vượt qua được sự phong tỏa, đoàn tàu Vigorous bị ngăn chặn do sự xuất hiện của hạm đội chiến trận Ý kết hợp với việc không kích nặng nề của đối phương. Cùng với một lực lượng hai tàu tuần dương và bốn tàu khu trục khác, Paladin đã bắn phá tàu bè và cơ sở cảng tại Mersa Matruh trong đêm 19-20 tháng 7; và vào sáng sớm ngày 14 tháng 9, cùng với tàu tuần dương HMS Dido và bốn tàu khu trục khác, nó lại bắn phá khu vực Daba, Ai Cập với hiệu quả lớn.
Paladin cũng tham gia các hoạt động khác tại Địa Trung Hải, bao gồm việc bảo vệ các đoàn tàu vận tải từ Ai Cập đến Malta sau khi sự phong tỏa bị phá vỡ vào tháng 11. Vào ngày 17 tháng 2 năm 1943, nó đánh chìm tàu ngầm U-boat Đức U-205 về phía Tây Bắc Derna, có sự trợ giúp của một máy bay Bristol Blenheim thuộc Không quân Nam Phi. Nó đang hộ tống một đoàn tàu vận tải từ Tripoli vào lúc đó.
Vào sáng sớm ngày 16 tháng 4, đang khi tuần tra tại các eo biển Sicily, Paladin và HMS Pakenham đụng độ với các tàu phóng lôi Ý lớp Spica Cigno và Cassiopea khi chúng đang hộ tống tàu vận chuyển Belluno trong khuôn khổ Trận chiến vận tải Cigno. Một trận chiến ngắn giữa các tàu chiến diễn ra trong khi Belluno thoát đi, khi Cigno bị đánh bất động bởi hải pháo rồi bị phóng ngư lôi, còn Cassiopea bị hư hại nặng. Tuy nhiên, Pakenham trúng phải đạn pháo bốn lần, làm hỏng động cơ. Paladin tìm cách kéo con tàu chị em đến nơi an toàn, nhưng hai giờ sau, mối đe dọa do bị một máy bay đối phương ném bom buộc nó phải đón thủy thủ đoàn của Pakenham lên tàu, rồi phóng ngư lôi đánh đắm chiếc tàu khu trục.
Trong đêm 29-30 tháng 4, Paladin và HMS Nubian đã thực hiện một cuộc càn quét dọc theo bờ biển phía Nam Sicily và đã đánh chìm một tàu buôn tải trọng 2.000 tấn, được hộ tống bởi các tàu phóng lôi E boat, mà bản thân không chịu thiệt hại hay thương vong. Trong đêm 3-4 tháng 5, Paladin, Nubian và HMS Petard thực hiện một cuộc càn quét khác từ Malta, đánh chìm tàu phóng lôi Ý Perse và một tàu buôn lớn mà nó hộ tống chất đầy bom, mìn và xe vận tải. Sáng sớm ngày 8 tháng 5, Paladin cùng với HMS Jervis và Nubian đã bắn phá Kelibia, điểm cực Đông của bán đảo Cape Bon; cuộc bắn phá này được lặp lại vào sáng sớm ngày 9 tháng 5.
Từ ngày 1 tháng 6, Paladin nằm trong số những tàu chiến bắn phá Pantellaria, trước khi diễn ra cuộc tấn công chính lên hòn đảo này vào ngày 11 tháng 6; nơi đây đầu hàng vào khoảng giữa ngày hôm đó. Sau đó nó có mặt trong Chiến dịch Husky, cuộc đổ bộ lực lượng Đồng Minh lên Sicily, vào ngày 10 tháng 7; nó sau đó tham gia nhiều hoạt động khác dọc theo bờ biển Ý, bao gồm cuộc bắn phá Vibo Valentia trong đêm 13-14 tháng 8. Sang tháng 9, nó tham gia các hoạt động liên quan đến việc đổ bộ lên lục địa Ý, bao gồm Chiến dịch Avalanche, cuộc đổ bộ lên Salerno. Cuộc tấn công diễn ra vào ngày 9 tháng 9. Sang ngày hôm sau, Phó đô đốc Arthur Power chuyển cờ hiệu của mình từ thiết giáp hạm HMS Howe sang Paladin. Trong tháng 11, để hỗ trợ cho Tập đoàn quân 5 Hoa Kỳ tiến quân dọc theo bờ biển phía Tây nước Ý, nó nằm trong số các tàu chiến đã bắn phá khu vực Minturno trong vịnh Gaeta, và tiếp tục hỗ trợ hỏa lực tại cùng vị trí này trong đêm 1-2 tháng 12.

### Viễn Đông 1944-1945
Vào tháng 1 năm 1944, Paladin được điều động quay trở lại Hạm đội Đông, đi đến Trincomalee vào ngày 28 tháng 1 để hộ tống các thiết giáp hạm HMS Queen Elizabeth, HMS Valiant và tàu sân bay HMS Illustrious. Vào ngày 12 tháng 2 năm 1944, nó hình thành nên lực lượng hộ tống cho đoàn tàu chuyển quân KR-8 đi từ Kilindini đến Ceylon. Trong nhiệm vụ này, nó đã giúp cho tàu chị em HMS Petard trong việc đánh chìm tàu ngầm Nhật I-27 sau khi chiếc này đánh chìm chiếc tàu chở quân Khedive Ismail về phía Nam đảo san hô Addu với tổn thất nhân mạng lên đến 1.297 người. Chiếc tàu ngầm Nhật đã phóng một loạt ngư lôi, và hai trong số chúng đã trúng và đánh chìm Khedive Ismail. Paladin và tàu chị em Petard đã phản công, và cuối cùng bị đánh chìm bởi một quả ngư lôi, sau khi bị hư hại bởi hỏa lực kết hợp của mìn sâu, hải pháo cũng như bị Paladin húc trúng. Tuy nhiên, Paladin cũng bị hư hại do cú húc vào tàu đối phương, làm thủng lườn tàu một lỗ hổng dài 20 foot (6,1 m) và rộng 2 foot (0,61 m). Thủy thủ đoàn đã làm mọi cách để giữ cho lỗ thủng bên trên mực nước, và con tàu được cho mắc cạn tại đảo san hô Addu.
Con tàu phải ngưng hoạt động trong năm tháng, nó được sửa chữa tại Simonstown thuộc Nam Phi, đến nơi vào ngày 22 tháng 3. Sau khi thủy thủ mới gia nhập con tàu vào tháng 7, Paladin rời Durban vào ngày 29 tháng 7, tham gia nhiều nhiệm vụ hộ tống khác nhau suốt Ấn Độ Dương, trải rộng từ Diego Suarez (Antsiranana), Madagascar cho đến Dar es Salaam. Vào tháng 1 năm 1945, nó gia nhập Lực lượng Đặc nhiệm 65 cho cuộc đổ bộ Thủy quân Lục chiến Hoàng gia lên đảo Cheduba vào ngày 26 tháng 1, một phần của chiến dịch tại Miến Điện. Sang tháng 2, nó tham gia các hoạt động dọc theo bờ biển Miến Điện, bao gồm việc chiếm đóng đảo Ramree. Paladin và HMS Pathfinder đã thả neo ở khoảng giữa đảo Ramree và đất liền, tiêu diệt khoảng 450 binh lính Nhật tìm cách thoát đi bằng bè. Hai máy bay Nhật đã tấn công cả hai con tàu vào ngày 11 tháng 2; Paladin bị hư hại cầu tàu, cột ăn-ten trước và phòng thủy thủ, trong khi một quả bom ném suýt trúng ngay sát cạnh Pathfinder khiến nó hư hại quá mức có thể sửa chữa.
Trong tháng 4 và tháng 5, Paladin có mặt trong chiến dịch tái chiếm Rangoon, khi một cuộc đổ bộ diễn ra vào ngày 2 tháng 5. Đến ngày 10 tháng 5, khi chiếc tàu tuần dương Nhật Haguro bị phát hiện trong eo biển Malacca, Paladin nằm trong số tàu chiến đã khởi hành từ Trincomalee để đối phó; cuối cùng Haguro bị các tàu khu trục khác đánh chìm vào ngày 16 tháng 5. Trong tháng 6, nó tham gia càn quét trong eo biển Nicobar. Trong tuần cuối cùng của tháng 7, nó tham gia Chiến dịch Livery nhằm quét sạch mìn gần đảo Phuket và bán đảo Malay cũng như bắn phá các mục tiêu lân cận. Một đội đổ bộ đã được gửi lên bờ tại George Town giúp duy trì trật tự và chống cướp bóc sau khi quân Nhật rút lui. Đến cuối tháng 8, sau khi Nhật Bản đầu hàng, nó nằm trong thành phần lực lượng đi đến Penang, vốn được Thủy quân Lục chiến Hoàng gia chiếm đóng vào ngày 3 tháng 9.

### Sau chiến tranh
Paladin rời Trạm Đông Ấn vào tháng 10, về đến Portsmouth vào tháng 11 năm 1945, và được đưa về lực lượng dự bị. Đến năm 1954, nó được cải biến thành một tàu frigate nhanh Kiểu 16 chống tàu ngầm với ký hiệu lườn mới F169. Năm khẩu pháo chính QF 4 inch (102mm)/45 Mk.V của nó được thay thế bằng hai khẩu QF 4 inch/45 Mk.XVI nòng đôi điều khiển từ xa. Nó cũng được bổ sung radar tìm kiếm mặt biển/không trung Kiểu 293; mìn sâu được thay bằng hai nòng súng cối Squid Mk.3 chống tàu ngầm; và vũ khí phòng không được nâng cấp lên pháo Bofors 40 mm nòng đơn và nòng đôi.
Nữ hoàng Elizabeth II và Quận công Edinburgh đã thực hiện chuyến viếng thăm đến Hà Lan bên trên chiếc du thuyền hoàng gia Britannia vào tháng 3 năm 1958; và Paladin đã nằm trong thành phần phần hộ tống cho chuyến đi đến Amsterdam. Cũng trong tháng 5 năm đó, nó đã bắn 21 phát pháo chào khi cùng hai tàu frigate khác tiếp nhận hộ tống ngoài khơi vùng biển Pháp từ chiếc tàu khu trục pháp Jaureguiberry.
Paladin bị bán để tháo dỡ vào năm 1961; nó được giao cho hãng BISCO vào ngày 22 tháng 10 năm 1962 để tháo dỡ.